# Jijia
Jijia, Żyżija (rum. Jijia, ukr. Жижія Żyżija, ros. Жижия Żiżija) – rzeka na Ukrainie i w Rumunii, prawy dopływ Prutu. 
Źródła rzeki znajdują się w obwodzie czerniowieckim niedaleko granicy z Rumunią, na wysokości 410 m n.p.m.
Długość rzeki wynosi 275 km, powierzchnia dorzecza – 5757 km².